# Тикси (теплоход)
«Тикси» — советский грузовой теплоход, построенный в 1960 году в Дании и эксплуатировавшийся Дальневосточным морским пароходством. Погиб со всем экипажем во время шторма в Море Дьявола 22 марта 1974 года.

## Конструкция
«Тикси» был головным в серии из двух однотипных теплоходов — вместе с «Уссурийском» — построенных по проекту датского судостроительного завода Burmeister & Wain по заказу Министерства Морского флота СССР.
Судно представляло собой одновинтовой, двухпалубный теплоход с расположением машинного отделения и жилой надстройки с рулевой рубкой в средней части корпуса судна. Жилые помещения рассчитаны на 44 человека экипажа, с возможностью размещения дополнительно ещё 16 человек для практикантов и лоцманов.
Судно было оборудовано пятью грузовыми трюмами, каждый из которых был оснащён твиндеком. Люки на твиндеках закрывались твиндечными лючинами. Люковые закрытия трюмов — стальные на роликах, складывающегося типа. Теплоход был предназначен для транспортировки тяжеловесных, крупногабаритных, контейнеров, леса и различных навалочных грузов. Грузовместимость составляла 17 493 м³, грузоподъёмность — 10 364 тонны.
Теплоход приводился в движение одним винтом фиксированного шага диаметром 5,7 метра, силовая установка представляла собой двигатель марки B&W 874-VTBF-160, датского производства, мощностью 7360 квт или 10 000 л. с.

## История
«Тикси» и «Уссурийск» вступили в строй в 1960 году и были определены в состав Дальневосточного морского пароходства. С июля по октябрь 1973 года «Тикси», проходил ремонт с докованием в порту Гонконга. В основном, «Тикси» осуществлял регулярные коммерческие перевозки между иностранными тихоокеанскими портами, специализирующихся на перевозке навалочных грузов — руда, уголь, зерно. В последний раз теплоход вышел из порта Владивостока 11 февраля 1974 года и взял курс на Японию.. В тот день на судне находился резервный экипаж — основная команда «Тикси» ушла в отпуск.

### Последний рейс и гибель
В Японии теплоход принял на борт груз из 185 грузовых автомобилей для последующей доставки в Австралию, в порты Сиднея и Мельбурна. Пока судно совершало переход, «Совфрахт» осуществлял поиск следующего фрахта для «Тикси» у берегов Австралии. Вскоре удалось найти груз для перевозки — требовалось доставить из порта Фримантла партию руды талька в японский порт Хитати, расположенный на восточном побережье острова Хонсю. 8 марта «Тикси» прибыл во Фримантл под погрузку, а 11 марта, приняв на борт 11 558 тонн талька, взял курс строго на север с расчётом прибыть в порт Хитати 23 марта.
Ежедневно, в 18:30 с борта теплохода в адрес судовладельца уходили так называемые диспетчерские радиограммы, в которых была вся информация о состоянии и местоположении судна: координаты на момент отправки сообщения, количество топлива и пресной воды, сила и направление ветра, состояние моря, время, проведенное на ходу за отчетные сутки.
22 марта, в 19:30. , час спустя после передачи диспетчерской радиограммы, капитан теплохода Владимир Пряха передал сообщение адресованное на имя заместителя начальника пароходства по безопасности мореплавания Александру Кашуре:

«Теплоход „Тикси“, 12.30 (по Москве), радио, аварийная, Владивосток, Кашуре. Широта 32.03 норд, долгота 140.54 ост, скорость 10 узлов. От резкого крена на правый борт судно получило постоянный крен 25 градусов. Принимаем меры по выравниванию судна приемом балласта в междудонные танки левого борта и левый диптанк. Груз — руда талька. Прошу следить за мной. Капитан Пряха».— 
После данной радиограммы, последним на связь с «Тикси» в 19:03 (по Владивостоку) и в 19 часов 55 минут выходил радист другого теплохода ДВМП — «Минусинска», который направлялся на выручку сухогрузу, но находился на удалении в 205 миль. Согласно отчёту начальника радиостанции «Минусинска» Минько, его коллега с «Тикси» заметно нервничал и сообщал о проблемах с машиной и безрезультатности попыток выправить крен. После сеанса связи в 19:50, теплоход «Тикси» пропал из эфира. Ориентировочно, около 20:00, судно опрокинулось и затонуло.

### Поиски
Поисковая операция начала разворачиваться уже поздно вечером 22 марта. Во Владивостоке, по распоряжению дежурного капитана-наставника службы безопасности мореплавания для обеспечения аварийно-спасательных работ был оперативно очищен один из каналов связи. К концу дня, в управление ДВМП приехали начальник пароходства Валентин Бянкин, немедленно возглавивший штаб поисковых и аварийно-спасательных работ, ведущие специалисты ряда служб и подразделений пароходства, вместо находившегося в командировке Кашуры работу службы безопасности мореплавания возглавил капитан-наставник Виктор Миськов.
После того как штаб разобрался в ситуации и установил местоположение судов, располагавшихся ближе всего к координатам, переданным с «Тикси», была отправлена радиограмма с указанием следовать в указанную точку форсированными ходами. Данное сообщение было передано уже упомянутому «Минусинску» (дистанция — 205 миль, скорость — 12 узлов), «Пестово» (173 мили; 16 узлов) и «Анри Барбюс» (165 миль, 17 узлов). К поискам судна также подключились патрульные корабли японского управления безопасности на море и поисковые самолёты. Одновременно с этим, на английской языке был сделан запрос ко всем судам в районе крушения «Тикси» о возможных переговорах с судном. Откликнувшиеся на запрос одиннадцать судов и радиостанция порта Иокогама сообщили, что никаких контактов с аварийным теплоходом не имели.
23 марта была сделана первая находка — теплоход «Пестово» обнаружил пустую, сломанную половину спасательной шлюпки с левого борта «Тикси». Тем же вечером, командой «Пестово» был обнаружен нераскрывшийся контейнер со спасательным плотом.
24 числа, когда шторм утих, повысилась эффективность работы японских поисковых самолётов, отмечавших любую находку дымовой шашкой. Было найдено несколько масляных пятен, а также обломков шлюпок. В тот день стали находить тела погибших членов команды теплохода. Многие из них серьёзно пострадали от акул.
Поиски выживших продолжались до 26 марта включительно, пока операция не была прекращена. Всего, в ходе поисков, были найдены останки 14 человек из 45 находившихся на борту «Тикси».

## Расследование
Выяснением причин гибели теплохода «Тикси» и его команды занялась созданная приказом министра морского флота СССР Тимофеем Гуженко комиссия, в составе которой были специалисты министерства, научных подразделений флота и ДВМП. Был привлечён ряд научных сотрудников из Ленинграда и Владивостока. Подняли всю документацию, связанную с последним рейсом «Тикси» — сопроводительные документы на груз, грузовой план погрузки «Тикси» рудой талька во Фримантле, документы по предыдущим рейсам теплохода, где он осуществлял перевозку навалочных грузов.
По результатам проведённого расследования, комиссия пришла к выводу, что основным фактором, повлёкшим гибель сухогруза, стало смещение груза, вызванное обрушением твиндека в трюм № 4. При этом, к заключительному акту комиссии, начальником ДВМП Бянкиным было приписано «Особое мнение», где им были приведены и альтернативные версии, включая и столкновение с полузатопленным плавающим предметом.
Свою версию гибели судна в интервью газете «Комсомольская правда» изложил второй помощник капитана основного экипажа «Тикси» Владимир Владимирович Зинченко. По его словам, причиной гибели теплохода могла стать перегрузка. В 1967 году, во время стоянки в порту Корсаков, в порт прибыла группа сотрудников владивостокского судоремонтного завода, которые изменили грузовую шкалу, чем увеличили дедвейт на тысячу тонн. В документах расследования вместо изначального показателя дедвейта в 12 000 тонн указан изменённый в 1967 показатель в 13 тысяч тонн. При погрузке зерна в Канаде, которое затем везли в СССР, у судна образовывался крен в 3-4 градуса, в целом не опасный, но представляющий собой тревожный сигнал. По мнению Зинченко, перегруженный сухогруз потерял остойчивость из-за сильной качки и опрокинулся.

## В культуре
Гибель теплохода «Тикси» послужила основой для пьесы Александра Мишарина «Равняется четырём Франциям», написанной в 1984 году и экранизированной в 1986 году.